# انریکو مائوته
انریکو مائوته (انگلیسی: Enrico Mauthe؛ زادهٔ ۲۷ آوریل ۲۰۰۴) بازیکن فوتبال است.